# Kościelec (Javoří hory)
Kościelec (německy Hüttenberg, český název asi nemá) je hora v hraničním hřebeni Javořích hor, severozápadně od obce Heřmánkovice. Dosahuje nadmořské výšky 805 metrů, ale údaje se mírně liší. Vrchol leží těsně za hranicí v Polsku, ale část svahů náleží ještě do ČR.

## Hydrologie
Hora náleží do povodí Odry. Vody odvádějí přítoky Stěnavy, např. Heřmánkovický potok, Uhlířský potok, severní polské svahy odvodňují přítoky potoka Złota Woda, což je přítok řeky Bystrzyca.

## Vegetace
Hora je převážně zalesněná, jen místy najdeme menší paseky. Často se jedná o smrkové monokultury, dochovaly se zde rozsáhlejší lesy smíšené nebo listnaté, zpravidla horské bučiny, tedy bučiny s výskytem určitého množství přirozeného smrku ztepilého. Na strmých svazích rostou suťové lesy.

## Ochrana přírody
Česká část hory leží v CHKO Broumovsko